# Ludomir Mączka
Ludomir Mączka, pseudonim Ludojad, Ludek (ur. 22 maja 1926 we Lwowie, zm. 30 stycznia 2006 w Szczecinie) – polski geolog, żeglarz, kapitan jachtowy, podróżnik; członek Bractwa Wybrzeża (6) „Monje del Mar – Mnich Morski”. Jako żeglarz przebył na jachtach niemal 170 tys. mil morskich – trasę odpowiadającą niemal ośmiokrotnemu opłynięciu kuli ziemskiej (9-krotnie przemierzył Atlantyk, 4-krotnie Pacyfik, 3-krotnie Ocean Indyjski), jako geolog poznał m.in. Mongolię, Zambię, Andy.

## Życiorys

### Dzieciństwo i młodość
Ludomir Mączka był synem Józefy-Marii i Zygmunta Mączki (kolejarza). Miał siostrę – Alinę. W latach 1926–1945 mieszkał we Lwowie, gdzie – jak mówił – „wszystko zmieniało się bardzo szybko”, zwłaszcza w czasie wojny, „gdy jak burza przechodzili: Bolszewicy, Ukraińcy, Kozacy różnej maści, Niemcy i znowu Bolszewicy”. Skończył szkołę, czytał książki przygodowe (głównie Londona, Conrada i Fiedlera), a również pływał „na różnych pływadełkach […] na rzeczkach i stawach”. Przez pewien czas był pomocnikiem ślusarza. Jego przełożonym był wówczas ojciec Jacka Kuronia, o którym powiedział: „…bardzo przyzwoity gość, wielki patriota” oraz „…wylał mnie z pracy na zbity pysk, bo przy robocie, mało się nie zabiłem”. Studia geologiczne rozpoczął na Uniwersytecie Lwowskim im. Iwana Franki (1940–1941), gdzie dostał posadę laboranta w pracowni mineralogii i petrografii u prof. B. Lazarenko, dziekana Wydziału Geologii. W latach 1944–1945 był żołnierzem AK (cyt. „dumnie było być Polakiem i walczyć o Polskę”).
Po wojnie myślał o podjęciu studiów w Szkole Morskiej, jednak porzucił ten zamiar obawiając się o wynik badań lekarskich w czasie rekrutacji (cyt. „byłem trochę ślepy i trochę zezowaty”). Od roku 1946 studiował geologię na Wydziale Nauk Przyrodniczych Uniwersytetu Wrocławskiego przypuszczając, że również ten kierunek studiów pozwoli mu poznawać cały świat.
We wspomnieniach z okresu studiów wymieniał starszego kolegę ze Lwowa, później szefa Dolnośląskiego Oddziału Państwowego Instytutu Geologicznego (PIG), Leszka Sawickiego, który zapisał go na kurs żeglarski, tektonika Henryka Teisseyre, który pierwszy zaprowadził go na przystań AZM Wrocław) i Emila Żychiewicza (ps. „Teczek”), który na egzaminie przymknął oko na odpowiedzi „nie wiem” na trzy zadane pytania.
Wykonał pracę magisterską na temat spękań skalnych w Masywie Ślęży, który nazywał „ogromną kupą kamieni usypaną przez lodowiec”. Pracę obronił w roku 1951 jako jeden z trzech pierwszych po wojnie absolwentów geologii UWr.
Po skończeniu studiów rozpoczął pracę w Państwowym Instytucie Geologicznym (za pierwszą pensję zakupił pierwszą łódkę). W lecie 1949 roku uczestniczył w pierwszych obozach żeglarskich – na Jeziorze Sławskim oraz w Trzebieży („Wtedy po raz pierwszy zobaczyłem morze…”), a w następnych latach w morskim ośrodku żeglarskim w Jastarni (1953) i na Mazurach, w Giżycku (obóz instruktorski).

### Szczecin i „Polinezja Północy”
Po przeniesieniu się do Szczecina Ludomir Mączka żeglował po Jeziorze Dąbskim, Zalewie Szczecińskim i Bałtyku. Twierdził, że na przystani JK AZS w Dąbiu spędził najlepsze lata młodości. Pierwszy rejs po Bałtyku odbył w 1953 roku na jachcie „Orion” (po uzyskaniu wymaganej wówczas klauzuli wojewody):

I to pierwsze zetknięcie z morzem we wrześniu, w kufajce, kiedy zdrowo huśtało, związało mnie z żeglarstwem na dobre.

Zdobywając dalsze uprawnienia żeglarskie odbył bałtyckie rejsy na jachcie Orion, dowodzonym przez Józefa Leśniaka (600 mil na trasie z Gdyni „pod Szwecję” i powrót przez Ustkę), i rejs otwartą szalupą Marynarki Wojennej ze Szczecina do Gdyni. W roku 1956 płynął, jako członek załogi jachtu Swantewit, który wygrał Regaty dookoła Rugii. Zaliczył w ten sposób staż 1000 mil, co pozwoliło mu przystąpić do egzaminu na sternika morskiego, m.in. u Ryszarda Książyńskiego i Wojciecha Jacobsona, na „Saturnie”). Jako sternik morski po raz pierwszy wypłynął w rejs na Witeziu II. Staż na kapitana jachtowego zaliczył w czasie rejsu na Zewie Morza do Narwiku (na jachcie był asystentem pierwszego oficera; zgłosił się też na pomocnika kuka).
W II połowie lat 50. XX w. w polskim środowisku żeglarskim, dla którego nie była dostępna prawdziwa Polinezja, utrwaliło się pojęcie „Polinezja Północy” (wymyślone prawdopodobnie przez Ludka w roku 1956). Do „Polinezji Północy” były przez przyjaciół zaliczane: Zatoka Botnicka, Szetlandy, Wyspy Owcze, Orkady, Islandia, Grenlandia, Jan Mayen, Spitsbergen, Północna Norwegia. Pierwsza próba realizacji marzenia L. Mączki – od 1957 r. jachtowego kapitana morskiego – o rejsie na Islandię została podjęta w 1958 roku na Witeziu II (jacht bez silnika, echosondy, radia – poza „Szarotką” – i radaru), z 4-osobową załogą pod dowództwem „Teczka”. Gęste mgły, długo utrzymujące się nad Wyspami Owczymi, uniemożliwiły podejście. W następnym roku wyprawę rozpoczęto wcześniej (12 maja) i zdecydowano się płynąć bez zawijania do portów. Silny sztorm w pobliżu wysp Westmannaeyjar, gdy widoczny już był Vatnajökull, utrudnił osiągnięcie celu. Po sztormie udało się ustalić położenie jachtu – na podstawie pomiarów wysokości ledwo widocznego słońca, wykonanych przez Ludka z użyciem sekstantu – i w gęstej mgle dotrzeć do portu, co wywołało podziw miejscowych żeglarzy. W drodze powrotnej jacht ponownie walczył z silnym sztormem (wiatr do 10 B; z relacji Ludka: „fale były jak kamienice”, „jak wtedy to przetrwaliśmy, nie wiem do dziś”). 

### Mongolia i Ameryka Południowa
W latach 1960–1961 L. Mączka odbywał rejsy bałtyckie na s/y Krzyż Południa, s/y Śmiały i s/y Piana, a w latach 1962–1963 uczestniczył w Polskiej Ekspedycji Geologicznej do Mongolii, zorganizowanej przez Przedsiębiorstwo Geologiczne w Krakowie (według współuczestników wyprawy – Andrzeja Paulo (później profesora AGH) i Andrzeja Grocholskiego – włączając Ludomira Mączkę do zespołu zdawano sobie sprawę, jak wielka jest jego pasja poznawania świata i wytrwałość, a równocześnie wyjątkowo małe wymagania. L. Mączka nazwał tę wyprawę swoją największą „przygodą intelektualno-geologiczną”. W obszernych listach do przyjaciół i zapisanych później wspomnieniach wyrażał swoją fascynację przychylnością mieszkańców Mongolii oraz naturalnymi szerokimi krajobrazami tego kraju, które kojarzyły mu się z krajobrazami morskimi (cyt.: „…najbardziej morski wiersz, to «Stepy akermańskie» Adama Mickiewicza”. W jednym z listów, pisanych na biwaku w mongolskich pustkowiach, odnosił się np. do powieści „Wyga” Londona pisząc, że czuje się jak Bellow, który samotnie siedząc przy ognisku i rozmawiając z psami „znalazł sam siebie”. Efektem pracy ekspedycji były pierwsze mapy kartografowanych terenów, które później długo były mapami jedynymi. 

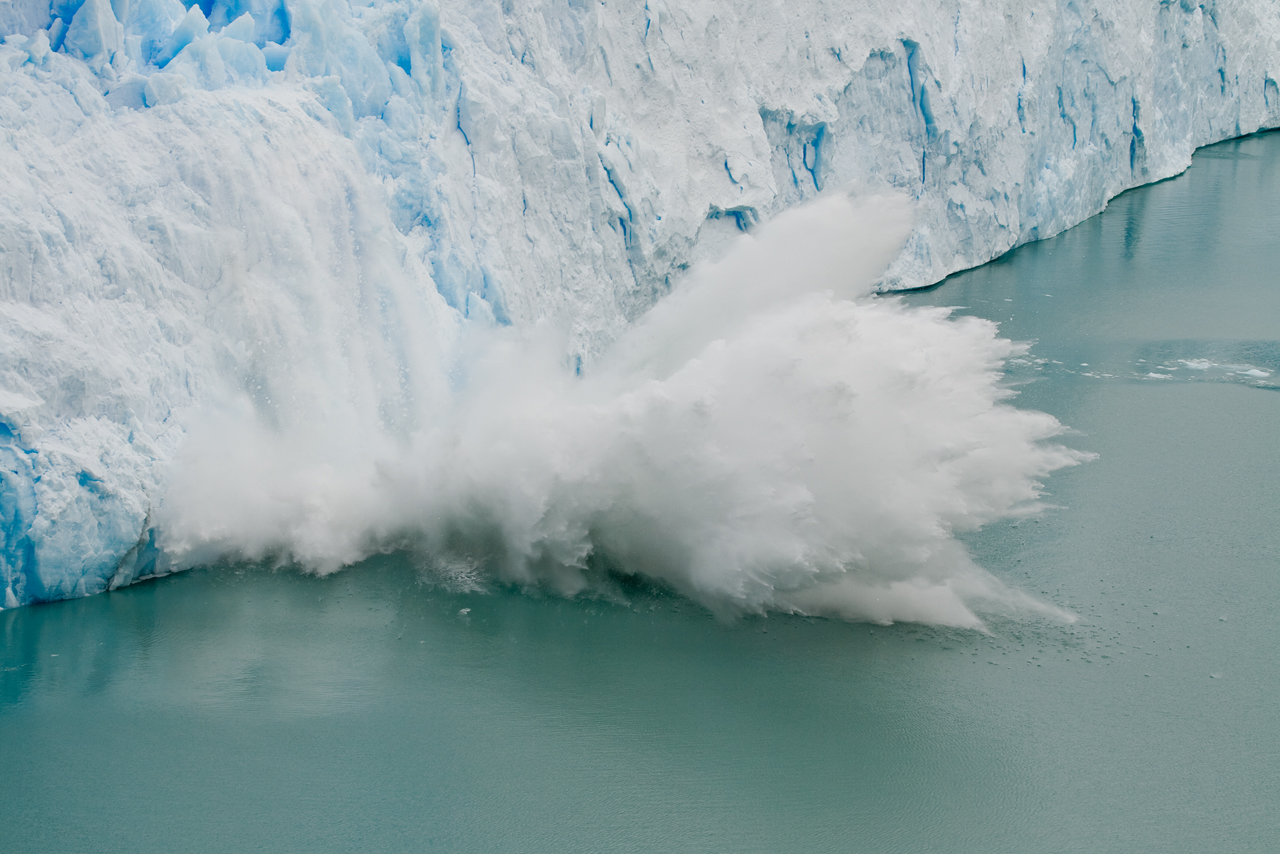
W czasie rejsu s/y Śmiały jednym z największych zagrożeń były „cielące się lodowce”

Po powrocie z Mongolii L. Mączka pracował w podległej PIG Stacji Geologii Wybrzeża w Szczecinie. W latach 1964–1965 uczestniczył w rejsach bałtyckich na jachcie Joseph Conrad i w rejsie do Holandii na s/y Bolko, a w latach 1965–1966 – w naukowo-żeglarskiej wyprawie jachtu Śmiały dookoła Ameryki Południowej. Kapitanem był Bolesław Kowalski, pierwszym oficerem i głównym mechanikiem Jerzy Knabe. W całym rejsie uczestniczyli również Bronisław Siadek (inicjator wyprawy), Krzysztof Wojciechowski (geograf, zastępca kierownika naukowego) i Krzysztof Baranowski. W części rejsu brali udział: Tadeusz Wilgat (kierownik naukowy), Mieczysław Kluge, Tomasz Romer (początkowo I oficer, lekarz wyprawy). Ludomir Mączka przyłączył się do załogi w Buenos Aires. Płynął jako II oficer i bosman. Od końca lipca 1965 r. do końca października 1966 r. przepłynięto przez 3 morza i 2 oceany, w tym przez Kanał Kiloński, Wyspy Kanaryjskie, Cieśninę Magellana, kanały Patagonii, Kanał Panamski i ponownie przez wody Europy. Załoga odwiedziła Argentynę, Chile, Peru, Panamę i Bahamy, realizując programu naukowy. Obejmował on m.in. pobieranie próbek wody w strefie nerytycznej i planktonu morskiego, badania bilansu energii promieniowania słonecznego w różnych strefach klimatycznych, badania z dziedziny hydrologii, glacjologii, medycyny morskiej (m.in. ochładzanie się ciała ludzkiego w różnych warunkach pogodowych).
Po powrocie z rejsu L. Mączka został ponownie zatrudniony w Pracowni Geologii Wybrzeża w Szczecinie; uczestniczył też w rejsach bałtyckich na jachtach: Krzyż Południa, Wojtek, Swantewit i Piana. Zawodowo zajmował się problemem wzbogacania piasków plażowych strefy przyboju w ciężkie minerały, np. monacyt, cyrkon, magnetyt. W lecie jego zadaniem było pobieranie próbek (praca z płetwonurkami, w łodziach i małych jachtach), a w zimie – analizy w laboratorium (komentarz Ludka: „Żyć nie umierać”). Opracował kilka publikacji naukowych.

### Zambia

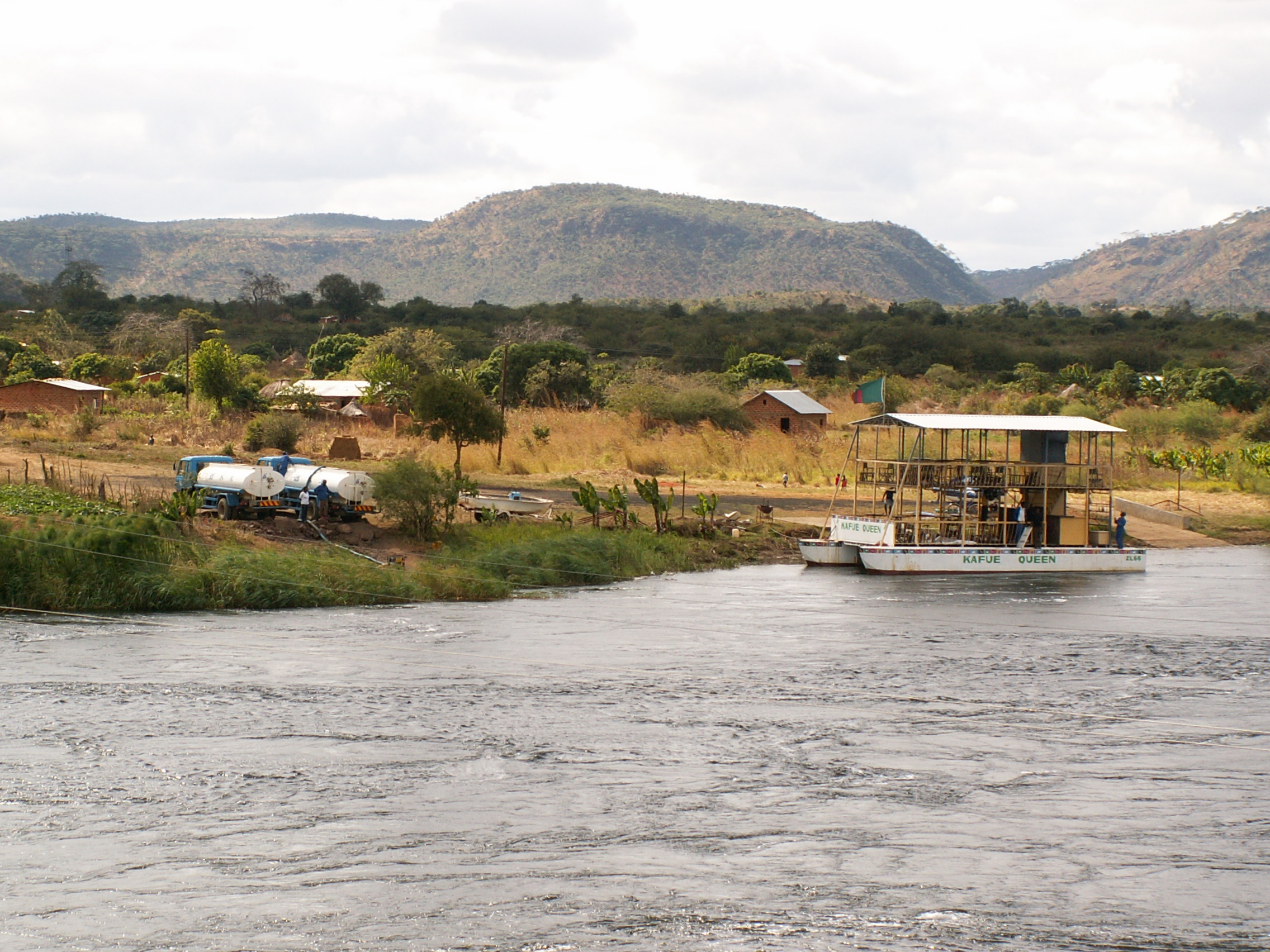
Rzeka Kafue

Rozdział książki J.W. Zamorskiego Z Marią przez życie i oceany poświęcony pobytowi L. Mączki na kontrakcie geologicznym w Zambii (1968–1972) został zatytułowany „Z sekstantem w sercu Afryki”.
Imienny kontrakt Mączka otrzymał od Jerzego Wróblickiego – pracującego w Afryce kolegi-geologa (m.in. tłumacza książki W.P. Pietrowa: „Oznaczanie metodą imersyjną minerałów i skał w stanie sproszkowanym”). Po rocznych staraniach uzyskał zgodę na wyjazd i w grudniu 1968 roku został pracownikiem zespołu geofizycznego w Geological Survey Dept. of Zambia. Prowadził m.in. poszukiwania rud metali nad rzeką Kafue i zajmował się geologią inżynierską i kopalnianą, np. na potrzeby budowy hydroelektrowni Kafue Gorge (zob. Kafue Gorge Dam). Poszukiwania minerałów prowadziła kanadyjska firma, która potrzebowała reperów na powierzchni do interpretacji wyników badań magnetometrycznych. W prymitywnych warunkach technicznych, bez wystarczająco dokładnych map, okazały się przydatne techniki nawigacji morskiej – określanie położenia sekstantem, na podstawie wysokości słońca i gwiazd.
Wspominając spotkania z mieszkańcami Zambii L. Mączka mówił m.in. „Kraje kolonialne, wielcy ówczesnej Europy, podzielili tak Afrykę, aby tu nigdy nie było spokoju. Ktoś musi czerpać z tego zyski”. Sam żył bardzo oszczędnie, żywiąc się głównie bananami (do których nabrał trwałej awersji), dzięki czemu udało mu się zgromadzić środki na zakup jachtu i na „kawałek drogi dookoła świata”.

### s/y Maria iNorthwest Passage

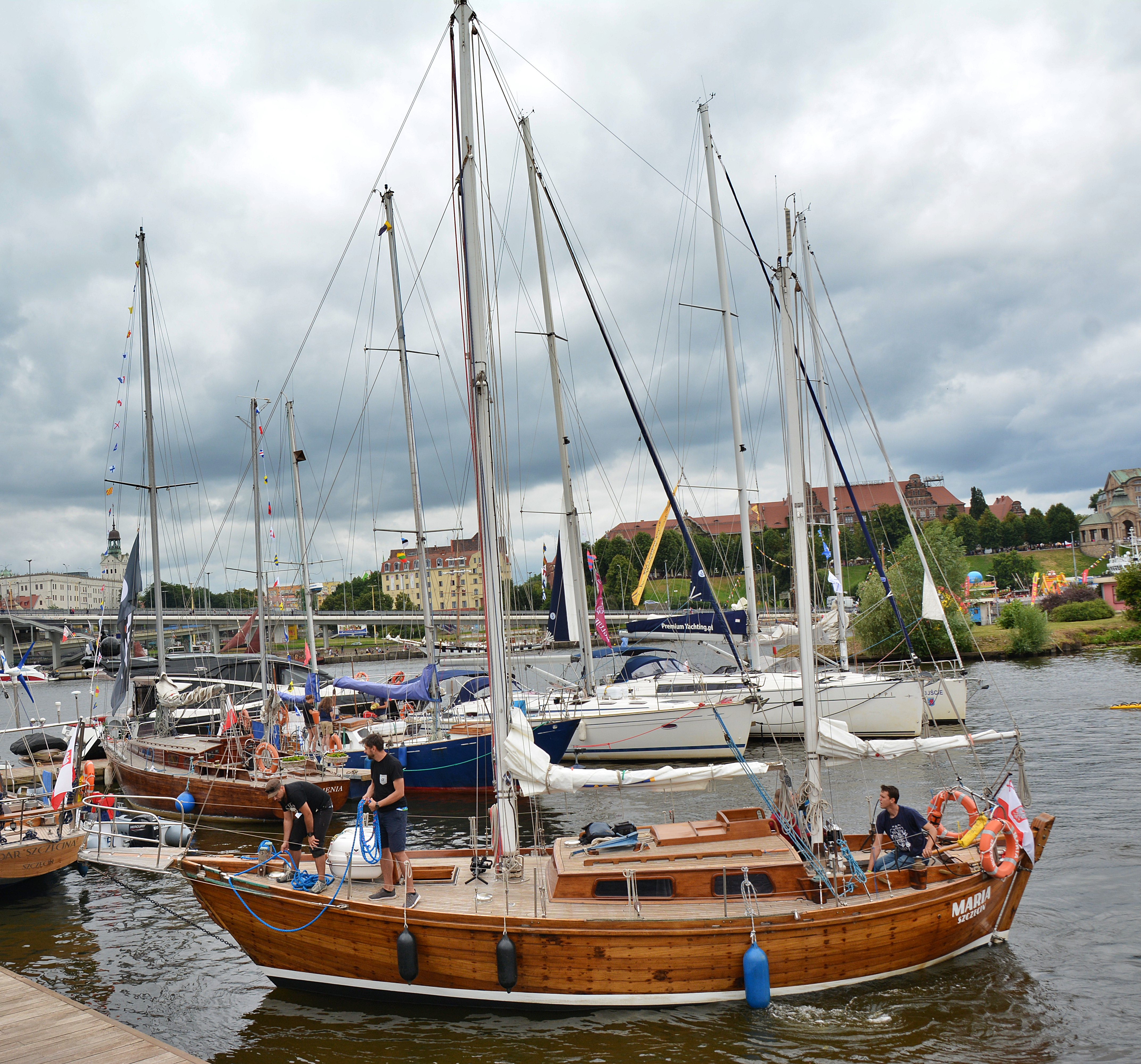
Jacht Maria (zdjęcie z 2021 r.)

Pieniądze zarobione w Zambii nie pozwoliły na swobodny wybór małego, ale sprawnego pełnomorskiego jachtu. L. Mączka zamierzał początkowo zakupić od Kazimierza Haski jacht Wojtek, slup bermudzki ze stalowym poszyciem, ale jego cena okazała się za wysoka. Znajomi z PZŻ zasugerowali mu nawiązanie kontaktu z Jerzym Mańkowskim, który zamierzał sprzedać swój nowy kecz Maria z dębowym szkieletem i mahoniowym poszyciem. Widok łódki z napisem „Maria” zachwycił go. Po latach, odpowiadając na pytania znajomych żeglarzy, dlaczego wybrał kecz, powiedział m.in.:

Kecz jest zwrotniejszy i bezpieczniejszy. Można nim na samych żaglach zacieśniać cyrkulację, zrzucić, a nie refować grota i iść na samym foku lub genui i bezanie. A poza tym między dwoma masztami można rozwiesić hamak i wygodnie wypoczywać na deku.

Pierwszy rejs odbył się w dniach 19–23 czerwca 1973 na trasie Gdańsk (miejsce budowy i zakupu) – Świnoujście. 

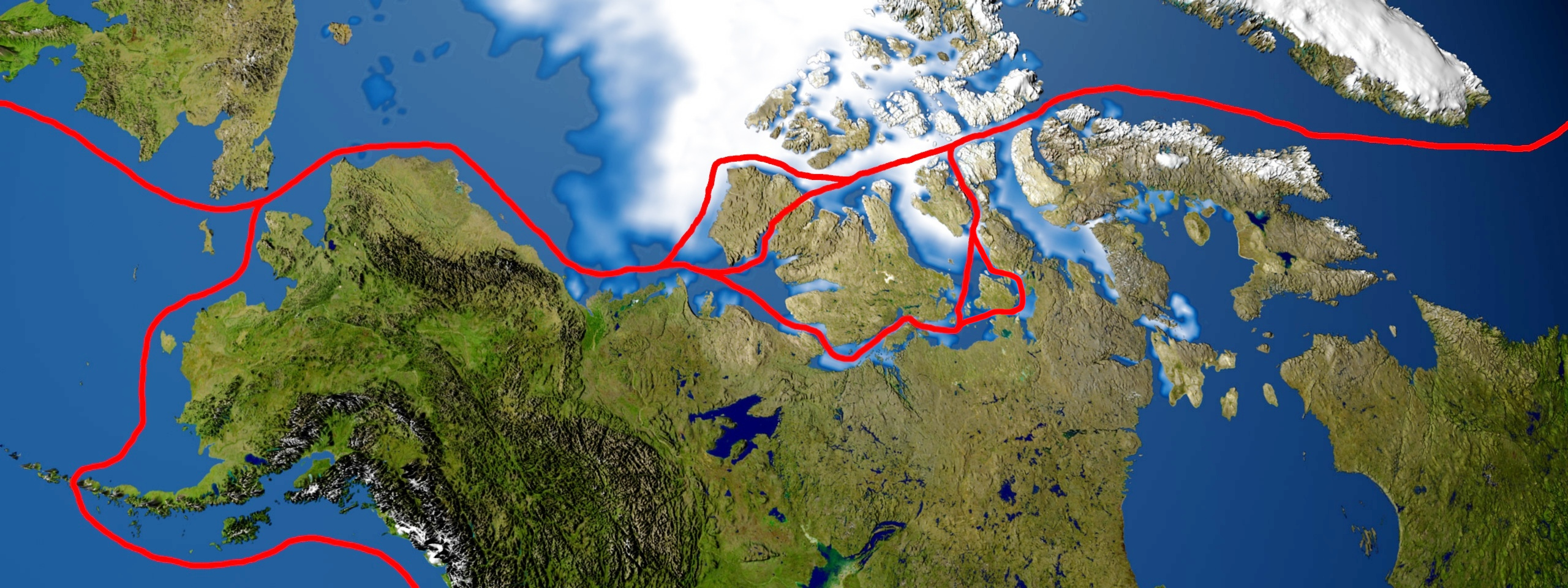
Archipelag Arktyczny i Przejście Północno-Zachodnie (Northwest Passage, Droga Północna)

W latach 1973–1984 opłynął na Marii kulę ziemską, a w latach 1985–1988, wraz z Wojciechem Jacobsonem i Januszem Kurbielem, przepłynął na jachcie Vagabond II Przejście Północno-Zachodnie (zob. rejs Vagabonda II przez Przejście Północno-Zachodnie). Było to pierwsze przepłynięcie Przejścia Północno-Zachodniego jachtem żaglowym z zachodu na wschód, uznane za Rejs Roku i nagrodzone Srebrnym Sekstantem. W 1999 r. ponownie wyruszył w podróż dookoła świata Szlakiem Magellana, jednak w Nowej Zelandii musiał ją przerwać ze względu na zły stan zdrowia (jacht przejął kpt. Maciej Krzeptowski). W 2002 r. został uhonorowany nagrodą dla podróżników i odkrywców Super Kolos 2001 (30 lat na jachtach, 160 tys. mil morskich żeglugi), a w roku 2005 – nagrodą Conrady – Indywidualności Morskie.
Zmarł 30 stycznia 2006 w Szczecinie, a urna z jego prochami spoczęła na szczecińskim cmentarzu Centralnym 6 lutego 2006, w pobliżu pomnika „Tym, którzy nie powrócili z morza” (kwatera 5 a).

### Zestawienie chronologiczne
Życiorys zawodowy i żeglarski
- 22 maja 1926 – Urodzony we Lwowie, syn Zygmunta i Józefy-Marii.
- 1945–1946 – Studia na Uniwersytecie Lwowskim im. Iwana Franki, laborant w pracowni mineralogii u prof. B. Lazarenko, dziekana Wydziału Geologii.
- 1946 – rozpoczęcie studiów we Wrocławiu (Uniwersytet i Politechnika Wrocławska), kierunek geologia i drugi geografia.
- 1950 – praca w Instytucie Geologii we Wrocławiu.
- 1951 – koniec studiów, praca dyplomowa u prof. J. Zwierzyckiego – (geologia ekonomiczna – kreda opolska).
- 1952–1954 – praca w Instytucie Geologicznym w Warszawie, Zakład Złóż Surowców Skalnych.
- 1955 – przyjazd na stałe do Szczecina, praca w Przedsiębiorstwie Państwowym Geoprojekt.
- 1962–1963 – wyjazdy do Mongolii w ramach Polskiej Ekspedycji Geologicznej organizowanej przez Przedsiębiorstwo Geologiczne w Krakowie.
- 1964–1968 – praca w Instytucie Geologicznym, Pracownia Geologii Wybrzeża w Szczecinie.
- 1969–1972 – wyjazd do Zambii przez P.P. Polservice. Praca w rządowej służbie geologicznej (Geological Survey Dept. Zambia) w zespole geofizycznym – kierownik O. Mazac. Rekonesans w kilku różnych miejscach na całym terytorium Zambii, Kafue George, Barotse i innych.
- 1973 – zakup jachtu Maria i rozpoczęcie żeglarskiej wędrówki po świecie na jego pokładzie.

Dane żeglarskie

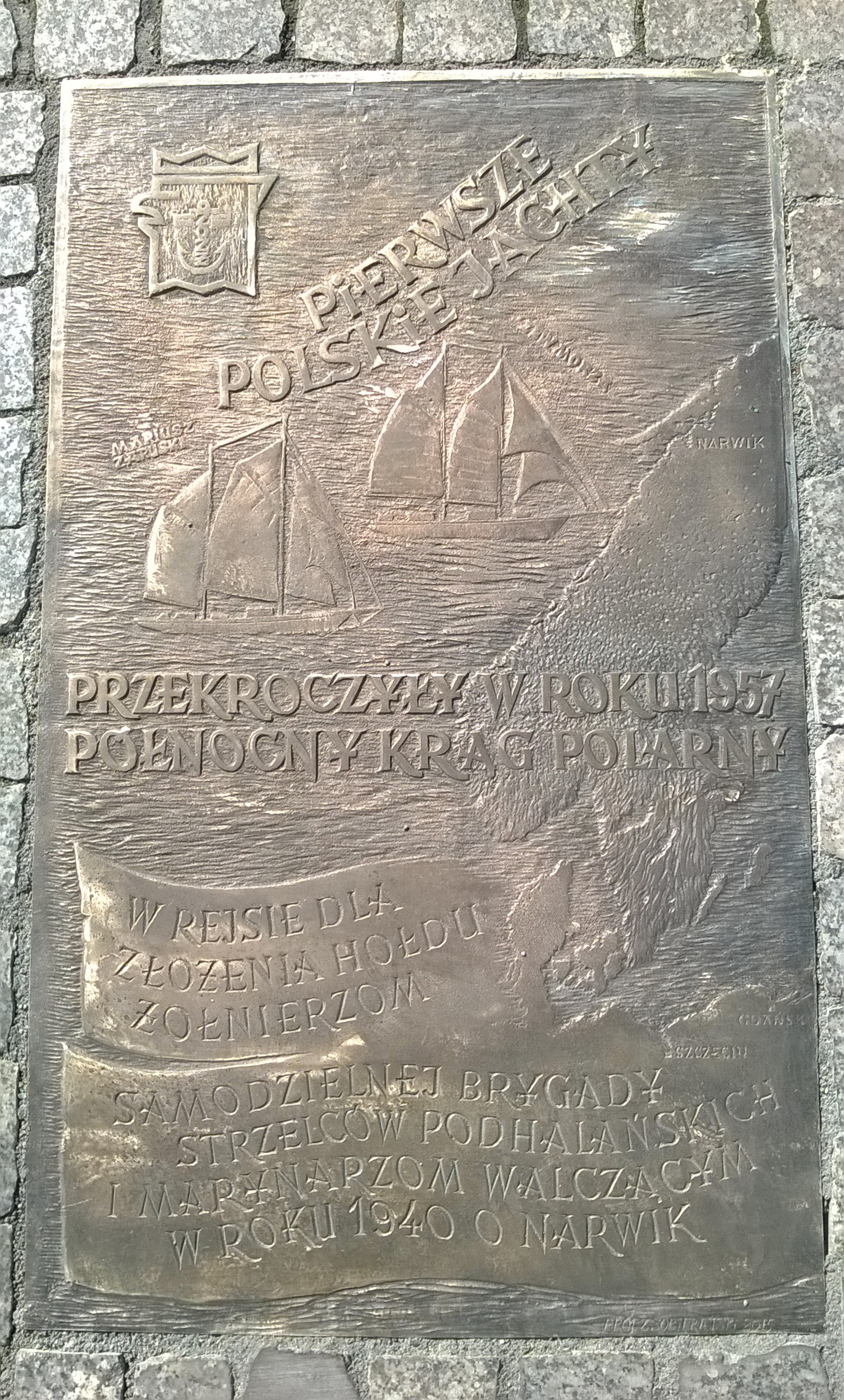
Aleja Żeglarzy w Szczecinie
Tablica upamiętniająca pierwsze polskie jachty, które w roku 1957 przekroczyły północny krąg polarny

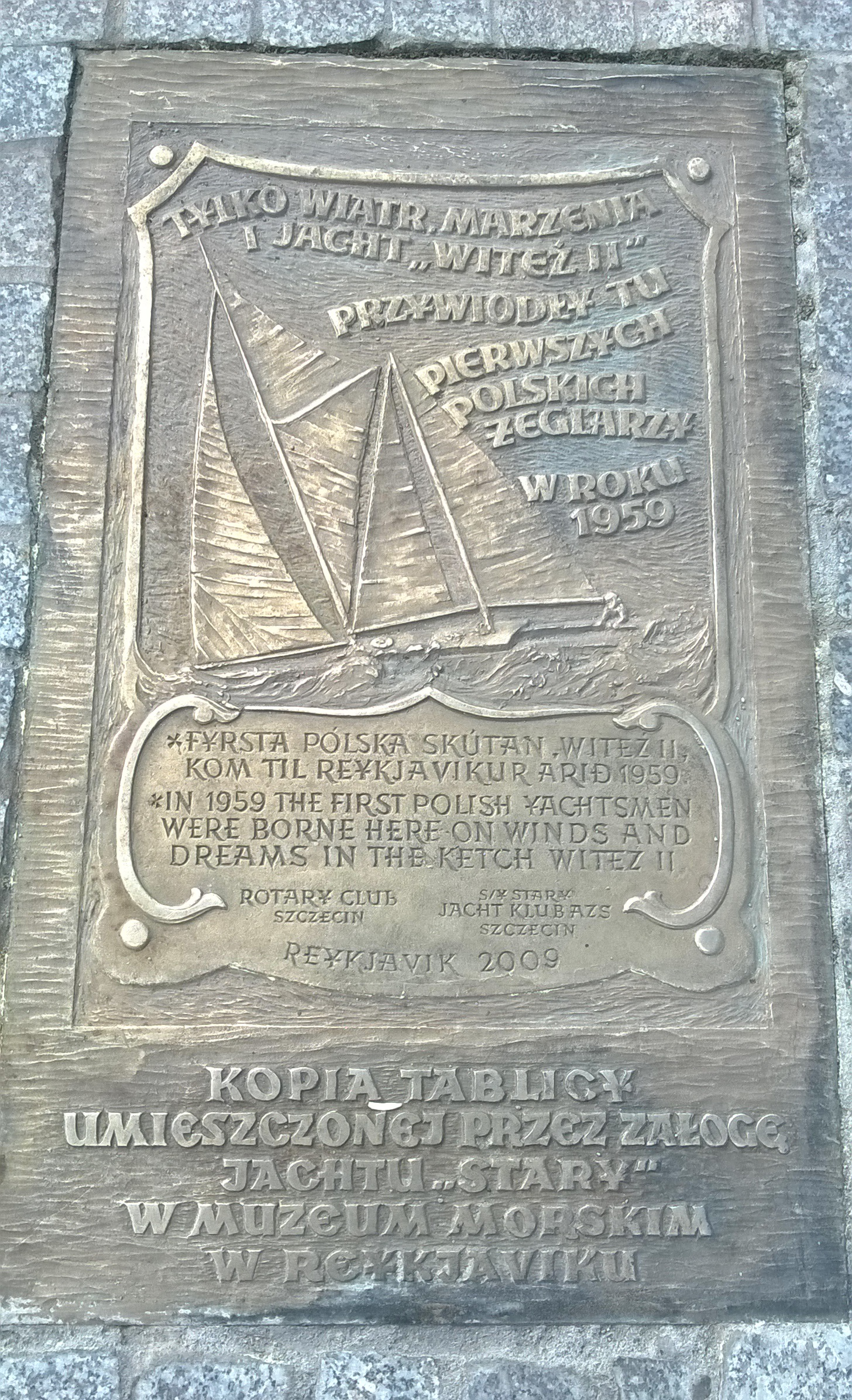
Tablica upamiętniająca rejs jachtu Witeź II do Reykjaviku (1959)

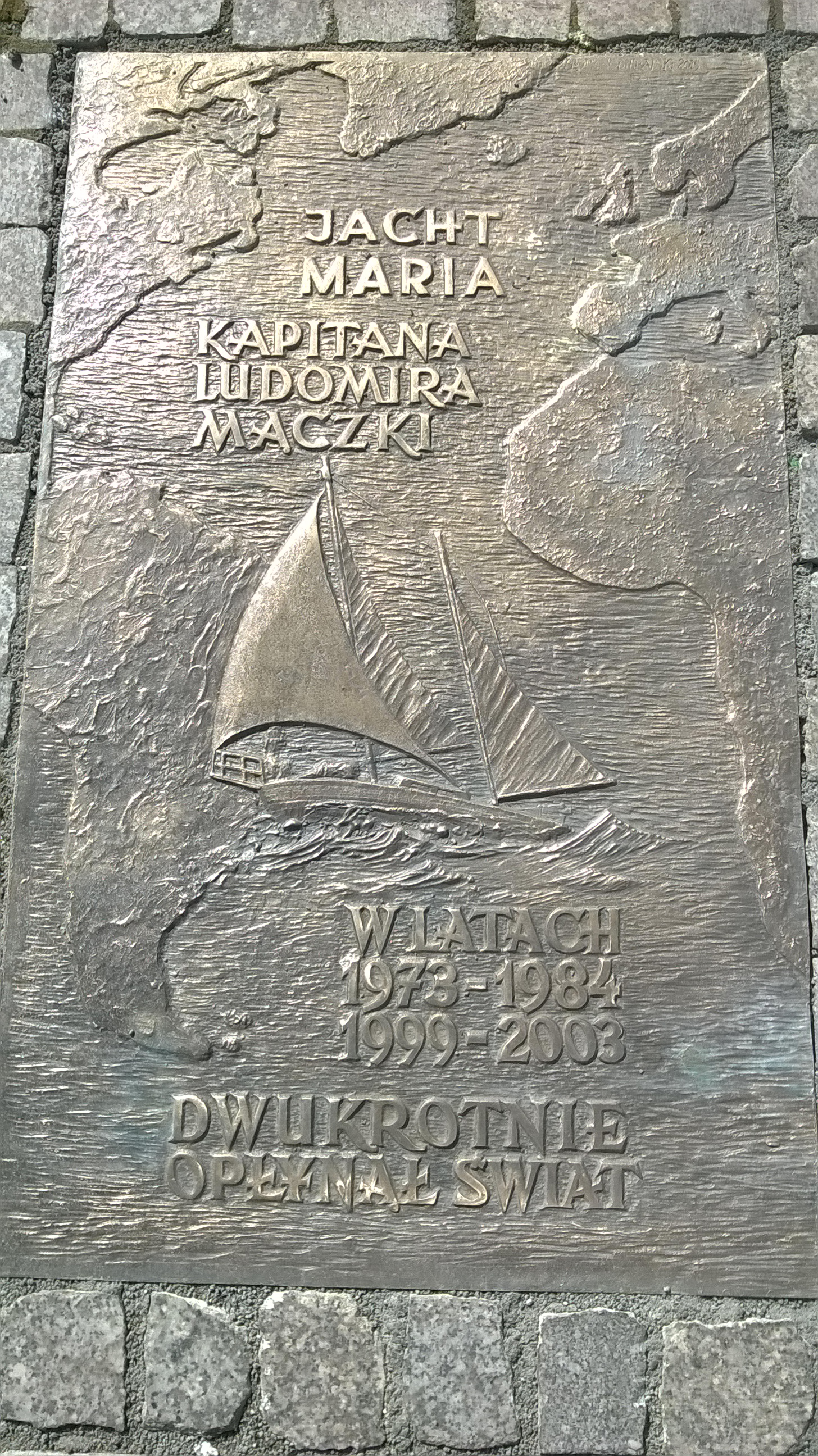
Tablica upamiętniająca jacht s/y „Maria”, który w latach 1973–1984 i 1999–2003 dwukrotnie opłynął świat

- 1949 – członek AZM Wrocław, potem Sekcji Żeglarskiej AZS Wrocław, właściciel mieczówki P-7,
- 1949 – lipiec, sternik śródlądowy, obóz i egzamin w Sławie Śląskiej,
- 1949 – sierpień, obóz żeglarski AZM/AZS w Trzebieży,
- 1951 – obóz żeglarski w Jastarni, funkcja: podinstruktor,
- 1952 – członek Sekcji Żeglarskiej AZS w Szczecinie,
- 1953 – rejs z Gdyni do Ustki na s/y „Orion”, kpt.J. Lesiak, (kolejarz ze Lwowa, kolega ojca Ludka), 600 Mm „pierwsze spotkanie z morzem”,
- 1955 – obóz żeglarski – instruktorski w Giżycku,
- 1955 – rejs otwartą szalupą ze Szczecina do Gdyni z J. Tarasiewiczem (4–10 grudnia),
- 1955–1961 – bosman jachtu Witeź II,
- 1956 – s/y ”Swantewit”, kpt. Emil Żychiewicz (Teczek), regaty dookoła Rugii – I m,
- 1957 – s/y Zew Morza do Narwiku (lipiec-sierp.), kpt. W. Jacewicz, po powrocie egz. na stopień kapitana. Patent kpt. j .ż .w nr 133, data uzyskania 6 czerwca 1958,
- 1958 – rejs na Witeziu II do Wysp Owczych (sierpień-wrzesień), kpt. E. Żychiewicz,
- 1958 – s/y Chrobry, pierwszy rejs jako kapitan. (październik),
- 1959 – rejs do Islandii na s/y Witeź II (13 maja–12 lipca), kpt. E. Żychiewicz,
- 1960–1966 – różne rejsy, w tym na tzw. „Czerwonych Żaglach” (ex szalupy) z harcerzami,
- 1960 – rejs do Gdyni na s/y Krzyż Południa (26 września–5 października 1960),
- 1961 – rejs z Gdańska do Trzebieży na s/y Śmiały,
- 1961 – s/y Piana, badania radiowe (7–14 listopada 1961),
- 1964 – 3 rejsy na s/y Joseph Conrad z T. Dudzicem, B. Pierożkiem i regaty,
- 1965 – rejsy na  „Czerwonych Żaglach" z harcerzami; w listopadzie rejs statkiem do Buenos Aires – rozpoczęcie wyprawy na Śmiałym,
- 1966 – rejs na s/y Śmiały (kpt. Bolesław Kowalski) dookoła Ameryki Południowej, Buenos Aires - Szczecin (5 stycznia - 30 października 13.623 Mm),
- 1967-1968 – rejsy do Darłowa na s/y Pegaz, rekonesans geologiczny (piaski cyrkonowe),
- 1968 – rejs do Gdyni: folkboatem, s/y Pegaz, s/y Magnolia, s/y Joseph Conrad,
- 1968 – c.d., jachty: Krzyż Południa, Wojtek, Swantewit,
- 1968 – rejsy na: s/y Piana i s/y Witeź II – pomiary radiowe (współpraca kpt. Z. Ostrowski),
- 1972 – 2 rejsy ze Szczecina do Gdyni na s/y Nadir,
- 1973–1984 – rejs dookoła świata na s/y Maria,
- 1984–1988 – rejs z Francji dookoła Ameryki Północnej przez Przejście Północno-Zachodnie (z przerwami sezonowymi) na s/y Vagabond II,
- 1987 – rejs z Francji do Islandii i Grenlandii na s/y Vagabond II (w czasie przerwy w rejsie jw.),
- 1991 – rejs Le Havre–Kołobrzeg–Szczecin na Marii (Sailing Jamboree, lipiec 1991),
- 1993 – rejs z Florydy do Lizbony, jako kpt. na s/y Anel (jacht T. Głuszki),
- 1997 – rejs do Skandynawii, kpt. na s/y Gaudeamus,
- 1997 – rejs bałtycki, kpt. na s/y Czapla
- 1999–2000 – rejs Szczecin–Cieśnina Magellana–Nowa Zelandia na s/y Maria (część wyprawy Magellan 2000).

Świadectwo radiotelefonisty 2295/68 (amatorskie SP1CVO),
Patent jachtowego kapitana żeglugi wielkiej nr 133, data uzyskania: 6 czerwca 1958.

## Wyróżnienia i odznaczenia
W suplemencie do książki J.W. Zamorskiego „Z Marią przez życie i oceany” zamieszczono wykaz:
- 1961 – odznaka PZŻ „Zasłużony Działacz Żeglarstwa Polskiego”,
- 1975 – złota odznaka AZS,
- 1984 – II nagroda Rejs Roku,
- 1988 – I nagroda Rejs Roku i Srebrny Sekstant (wspólnie z Januszem Kurbielem i Wojciechem Jacobsonem),
- 1992 – nagroda miesięcznika Żagle im. L. Teligi (Honorowe Wyróżnienie),
- 1999 – 36. miejsce na liście „Szczecinianie Stulecia 1900–2000”, utworzonej w wyniku plebiscytu Gazety Wyborczej (wyd. szczecińskie), Polskiego Radia Szczecin i TVP Szczecin,
- 2000 – tytuł „Polonijnego Żeglarza Roku” i nagroda „Srebrny Dzwon” od polonijnego magazynu „Nasze żagle” (Toronto),
- 2001 – medal „Bractwa Wybrzeża”,
- 2002 – nagroda podróżnicza „Super Kolos” 2001,
- 2003 – tytuł Honorowego Członka AZS,
- 2004 – tytuł Honorowego Członka PZŻ,
- 2004 – nagroda Conrady – Indywidualności Morskie 2003,
- 2005 – honorowy medal Prezydenta Miasta Szczecin.
- 2005 – tytuł członka Komitetu Honorowego organizacji The Tall Ship's Races 2007, Szczecin.

Ludomir Mączka był też członkiem honorowym Akademickiego Związku Morskiego i Sekcji Żeglarskiej AZS we Wrocławiu, Jacht Klubu AZS w Szczecinie, Polish-Canadian Yacht Club „White Sails” w Toronto, PCYC „Zawisza Czarny” w Hamilton, Joseph Conrad Yacht Club w Chicago, Florida Polish Yacht Club w Miami, Klubu Żeglarskiego „Tramp” w Koszalinie, Klubu Żeglarskiego „Knaga” w Nowogardzie.

## Upamiętnienie
Tablice i pomniki pamiątkowe

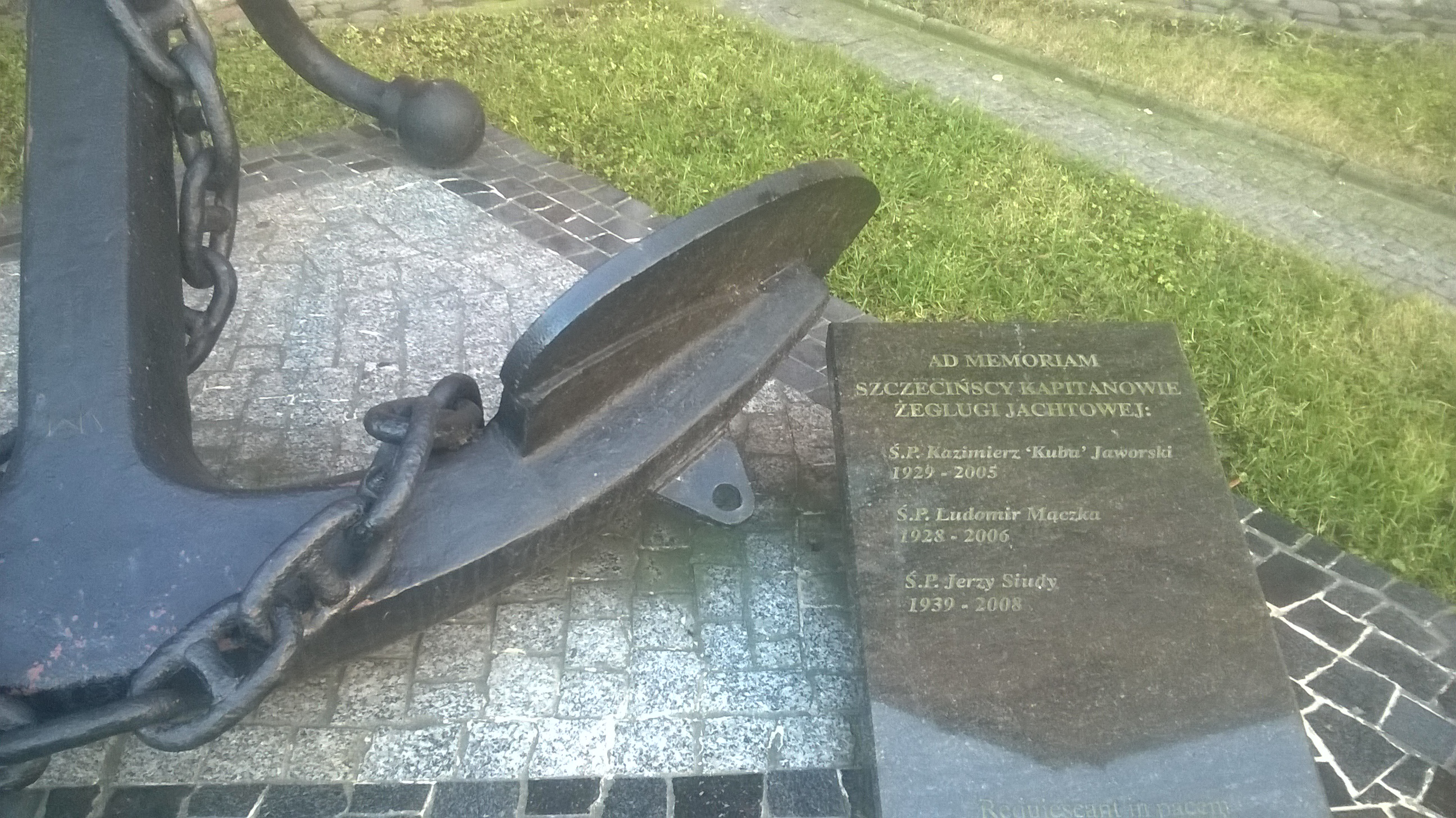
Fragment pomnika upamiętniającego trzech szczecińskich kapitanów jachtowych (Kazimierz „Kuba” Jaworski, Ludomir Mączka i Jerzy Siudy) przed Bazyliką św. Jakuba w Szczecinie

- granitowy głaz na terenie przystani Jacht Klubu AZS w Szczecinie, ufundowany przez geologów i żeglarzy
- pomnik (kotwica i tablica) upamiętniający szczecińskich kapitanów jachtowych, Ludomira Mączkę, Kazimierza „Kubę” Jaworskiego i Jerzego Siudego przed szczecińską Bazyliką archikatedralną p.w. św. Jakuba
- tablica w Muzeum Morskim w Reykiawiku upamiętniająca wizytę pierwszego polskiego jachtu „Witeź II” (przywieziona przez załogę s/y Stary w roku 2009)
- granitowy nagrobek na cmentarzu Centralnym w Szczecinie (projektu arch. Magdaleny Jacobson-Ostrowskiej)
- tablica pamiątkowa w Alei Żeglarstwa Polskiego na południowym falochronie basenu żeglarskiego im. Mariusza Zaruskiego w Gdyni (odsłonięta 10 listopada 2016)[19][20]

W lutym 2014 roku Urząd Miasta Szczecin ogłosił konkurs na wykonanie projektu rzeźby kpt. Ludomira Mączki. W konkursie uczestniczyło 22 twórców. Zwycięzcą został Paweł Szatkowski. Rzeźba, ustawiona w Alei Żeglarzy na Bulwarze Piastowskim, ma formę realistyczną (skala zbliżona do rzeczywistej). Jej uroczyste odsłonięcie
odbyło się 16 maja 2015 roku.
Rejsy Ludomira Mączki były tematem trzech filmów TV, siedmiu książek i kilku wystaw.
14 grudnia 2016 roku Prezydent Szczecina Piotr Krzystek wydał zarządzenie, dotyczące  przyznawania Nagród Żeglarskich Szczecina. Na pierwszym miejscu listy (10 pozycji) została wymieniona Nagroda imienia kapitana Ludomira Mączki
26 listopada 2019 roku Polskie Radio Szczecin wyemitowało audycję „Drugie życie Marii”, której autorką jest reporterka żeglarska i morska, Katarzyna Wolnik-Sayna.

## Opinie
Zdanie wielu przyjaciół Ludka tak wyraził jeden z nich, Antoni J. Pisz, w artykule „Sposób na życie” (miesięcznik „Morze”, rocznik 1989):

Piszą o nim: pobił rekord długotrwałości rejsu, jako pierwszy Polak opłynął Australię (zresztą prawie dwa razy) i jeszcze coś tam, czego przed nim albo po nim nikt nie zrobił. Śmieszne są dla mnie te wszystkie rekordy okrążania globusa w tę i tamtą stronę, pod włos i z włosem. Nikt wszakże jakoś nie dostrzegł czegoś znacznie ważniejszego: otóż Ludek bije wszystkich na głowę w jednej, moim zdaniem najciekawszej dyscyplinie życia – w znajomości świata i ludzi. Bo kto z żyjących Polaków odwiedził wszystkie – z wyjątkiem Antarktydy – kontynenty świata, niektóre kilkakrotnie, i tak jak Ludek nigdzie się nie nudził? Kto jak on, przemierzał konno stepy Mongolii, pracował jako pomocnik spawacza w Australii i jako geolog w Zambii, wygrzewał się na Wielkiej Rafie Koralowej i marzł na mule w Patagonii, przeżeglował cieśninę Magellana i pod Narwikiem rzucał biało-czerwony wieniec, nosił skrzynki z bananami w Auckland i grabił ścieżki jako pracownik zieleni miejskiej na Tasmanii, oberwał kokosem na Polinezji i pił wino w peruwiańskiej osadzie górniczej? Już tylko to wystarczyłoby na jeden nieźle nafaszerowany egzotyką życiorys, ale na tym nie koniec: oglądał z małej awionetki wodospady w Wenezueli, wchodził na lodowce Andów z alpinistami, hałaśliwy steel-band nie dawał mu zasnąć na Karaibach, o mało co nie wysztrandował na holenderskich piaskach, robił zakupy w Durbanie, aż wreszcie dotarł pod żaglami do ujścia rzeki Mackenzie. Można tak ciągnąć godzinami…

Czeski żeglarz, budowniczy jachtów i pisarz, Rudolf Krautschneider („Ruda”, inicjator i jeden z organizatorów wyprawy śladami Magellana) we wstępie do książki „Ludojad” (2002) wspomniał również o negatywnych cechach Ludka:

Z Ludojadem Mączką spotykałem się ciągle, przez wiele lat w morskich opowieściach… […] Opinie o Ludku są pozytywne i negatywne (co jest normalne dla każdej niepospolitej osobowości). Z negatywnych zarzucają mu bałaganiarstwo, lenistwo i niechlujność w jedzeniu. Maria płynęła być może najwięcej mil ze wszystkich małych polskich jachtów. Płynęła bezpiecznie często z zupełnie zieloną załogą – to znaczy, że jacht musiał być solidnie sklarowany według dobrej praktyki morskiej, skoro tyle mil morskich upłynął bez wypadków. No a lenistwo? Większość tych, co mu tę cechę zarzucają wolała pływać na państwowych jachtach, bo to kosztowało bardzo mało wysiłku a do zorganizowania rejsów wystarczały tylko klubowe składki i trochę pracy i układów. No a Ludek lata pracował w Azji i Afryce oszczędzając każdy grosz, by kupić jacht. Bo tylko prywatny jacht płynie tak, jak właściciel chce.

Ruda Krautschneider skomentował też opinie, dotyczące posiłków Ludka. Napisał, że lubił on ostre przyprawy – przede wszystkim czosnek – a poza tym do jedzenia nie przywiązywał wagi (mówił: Nie opłaca mi się bardzo przejmować jedzeniem, żeby żyć o dwa, trzy lata dłużej). O zaletach Ludka napisał m.in.:

Jest absolutnie wierny morzu, „Marii”, przyjaciołom. […] Jest najlepszym przykładem człowieka, który robi to, co kocha. Żeglarze karierowicze wyglądają obok niego śmiesznie, choć sobie w swojej nadętości z tego nie zdają sprawy.

„Ludojad” Rudolfa Krautschneidera jest pierwszą pozycją w wydawanej przez niego serii książeczek o żeglarzach, nazwanej „Ludojady”. Bohaterami pozycji drugiej i trzeciej są Krzysztof Zabłocki i Henryk Jaskuła.